# Joel Campbell
Joel Nathaniel Campbell Samuels (Desamparados, San José, 26 de junio de 1992) es un futbolista costarricense que juega como extremo derecho en la L. D. Alajuelense de la Primera División de Costa Rica. 
Campbell es descrito como un futbolista veloz, elegante e intrépido con el balón en los pies que le gusta encarar a la defensa. Comenzó su carrera futbolística en Costa Rica jugando para el Deportivo Saprissa, para después integrarse a préstamo en el Puntarenas. En 2011, tras una destacada participación con su selección en la Copa América, dio el salto a Inglaterra y se unió al Arsenal de la Premier League. Aunque no logró participar en la temporada con el equipo inglés, este le cedió al Lorient de Francia. Campbell adquirió su primera experiencia en territorio europeo hasta que en la siguiente temporada salió por segunda ocasión a préstamo, siendo su nuevo destino el Real Betis Balompié de la Primera División de España. Su tercera salida se llevó en la temporada 2013-14 con el Olympiakos de Grecia donde se consolidó en la posición de extremo derecho, y logró uno de sus puntos más altos de su carrera al conseguir once goles y el título de la Superliga. Sus buenas actuaciones le permitieron regresar al Arsenal a partir de la temporada 2014-15, pero estuvo solamente en la primera mitad de la misma. En ese periodo se coronó campeón del Community Shield 2014. Luego fue prestado por cuarta ocasión al Villarreal de España hasta el fin de la temporada. Regresó al conjunto inglés hasta el 2016. Tuvo sus últimas cesiones al Sporting de Lisboa de Portugal y otra vez al Real Betis. En 2018 fue traspasado al Frosinone de Italia, siendo esta su última experiencia europea. Al año siguiente se integró al plantel del León donde en su primera campaña se conformó con el subcampeonato. En julio de 2021 firmó con el Monterrey a préstamo.
Siendo parte de la selección de Costa Rica, ha representando a su nación a niveles juveniles como la Sub-17 y la Sub-20. Antes de establecerse en la selección mayor, jugó en la Sub-17 que participó en la Copa Mundial de 2009. Por otra parte, en la Sub-20 estuvo en el subcampeonato del Torneo de la Concacaf y en la Copa Mundial de 2011. Realizó su debut internacional en junio de 2011, a los dieciocho años, en un encuentro de la Copa de Oro de la Concacaf frente a Cuba. Marcó su primer gol absoluto en ese mismo partido.

## Trayectoria

### Inicios
Joel Campbell nació el 26 de junio de 1992 en San José. Desde pequeño empezó a desarrollar sus cualidades deportivas al jugar con el equipo de su localidad denominado «11 talentos de Desamparados». Campbell, por su parte, debió realizar ventas de comidas para recaudar fondos en beneficio de poder pagar por su participación en torneos. A los nueve años jugó en una competencia amateur organizada por Alajuelense, donde posteriormente se integró a las divisiones menores del club. A los quince años recibió una beca de cincuenta mil colones para cubrir los gastos de transporte. Debido al cambio de administración del conjunto liguista, la categoría de alto rendimiento recortó parte de su presupuesto y retiró su beca, lo que afectó para su traslado así como el tiempo de estudio. Humberto, su padre, salió en busca de otra oportunidad para que Campbell siguiera su aspiración de ser futbolista y concretó la incorporación en el Deportivo Saprissa. Al formar parte de la división inferior del conjunto morado, Joel pudo recibir un ingreso mensual fijo y más tiempo para estudiar. Permaneció dos años en la categoría hasta que fue llamado al conjunto absoluto.

### Deportivo Saprissa
De la mano del entrenador Roy Myers, el delantero recibió la convocatoria para el compromiso que enfrentó al Puntarenas en el Estadio Ricardo Saprissa por el Campeonato de Invierno 2009, juego que se realizó el 15 de noviembre. Campbell tuvo su debut en la máxima categoría a los diecisiete años con cuatro meses, después de ingresar de cambio al minuto 84' por Jairo Arrieta. El marcador terminó en victoria con cifras de goleada 4-1. Esta fue su única aparición en la temporada.
El 15 de mayo de 2010, conquista el Campeonato de Verano tras vencer en la final a San Carlos.
Para su tercer torneo, el Campeonato de Invierno 2010, careció de solo dos escasas apariciones. El 29 de septiembre tuvo su primera aparición en competencia internacional por la Liga de Campeones de la Concacaf, en la que participó 27 minutos del empate 2-2 frente a Monterrey.

### Puntarenas F. C.
El 1 de febrero de 2011, Joel es prestado al Puntarenas bajo la dirección técnica de Mauricio Wright dada la poca oportunidad de mostrarse en el cuadro morado. El 6 de febrero se estrenó como naranja en el Campeonato de Verano, en la victoria de su club por 2-0 sobre el Santos de Guápiles en el Estadio "Lito" Pérez. Campbell entró de cambio por Ariel Santana al comienzo de la segunda mitad. En toda la competencia tuvo acción por cinco encuentros y acumuló 297 minutos de acción. El 3 de mayo se confirmó su vuelta al Saprissa para la siguiente campaña.

### Arsenal F. C.
El 16 de julio de 2011, tras la destacada participación de Campbell con su selección en la Copa América, clubes como el Arsenal de Inglaterra, el Barcelona y Real Madrid de España, la Fiorentina, Lazio y Atalanta de Italia se interesaron por el jugador. El equipo londinense fue el primero en presentar un precio de 1.5 millones de dólares para hacerse con sus servicios. Sin embargo, el 18 de julio se cayó la negociación debido a que el jugador no se presentó a una reunión en la que se esperaba cerrar la transacción. El Arsenal posteriormente incrementaría la oferta por Campbell y hasta el 28 de julio se reactivaron las negociaciones. El 12 de agosto, tras la incertidumbre sobre su futuro, finalmente se concretó a cambio de dos millones de euros por su ficha. Joel firmó por un periodo de cinco temporadas. El delantero no pudo participar en la Premier League ya que aún no obtenía el permiso de trabajo.

### F. C. Lorient
El 31 de agosto de 2011, el Arsenal cerró la cesión del delantero al Lorient de Francia para que adquiriera experiencia. Su debut en la Ligue 1 se produjo el 10 de septiembre ante el Sochaux, donde ingresó de relevo al minuto 79' por Grégory Bourillon y puso una asistencia en el gol para del empate 1-1. El 1 de octubre convirtió el primer gol de su carrera sobre el Valenciennes. En la temporada alcanzó veinticinco apariciones en liga y anotó tres tantos.

### Real Betis Balompié
El 5 de julio de 2012, Campbell se convirtió en nuevo jugador del Real Betis Balompié de España por una temporada a préstamo. Fue presentado formalmente ese mismo día y eligió la dorsal «15». El 25 de agosto fue su debut en un partido oficial por la Primera División contra el Rayo Vallecano. Joel entró de cambio por Salvador Agra y en los veinte minutos que jugó pudo demostrar el talento con el balón, un remate y dos disparos a marco. Su equipo cayó como local con marcador de 1-2. Anotó su primer gol en la liga el 2 de diciembre sobre el Deportivo de La Coruña, al minuto 77' para definir el triunfo de su club por 2-3. Finalizó la temporada con veintiocho presencias y pudo concretar dos anotaciones. El 15 de julio de 2013, el futbolista recibió el permiso de trabajo para poder jugar en Inglaterra con el Arsenal.

### Olympiakos C. F. P.
El 26 de julio de 2013, el Olympiakos de Grecia se hace con los servicios de Campbell por una temporada en calidad de cedido. Se estrenó en la Superliga el 19 de agosto como titular en la totalidad de los minutos de la victoria 0-1 sobre el Kalloni. El 17 de septiembre fue su debut por competencia internacional de la Liga de Campeones de la UEFA, jugando treinta minutos en la caída de su equipo de local 1-4 contra el París Saint-Germain. Marcó sus primeros dos goles de la temporada el 6 de octubre ante el Veria para la victoria de 6-0. El 25 de febrero de 2014 destacó con un tanto en el certamen europeo contra el Manchester United, dándose al minuto 55' cuando Campbell tomó el balón, le hizo un «túnel» al defensa rival Michael Carrick y definió desde fuera del área para decretar el triunfo del cuadro griego por 2-0. El 15 de marzo, tras vencer al Panthrakikos, Joel pudo lograr el título de liga a falta de cinco fechas de la conclusión de la misma. Acabó la temporada con 43 apariciones, marcó once anotaciones y dio once asistencias en todas las competencias que disputó.

### Arsenal F. C.

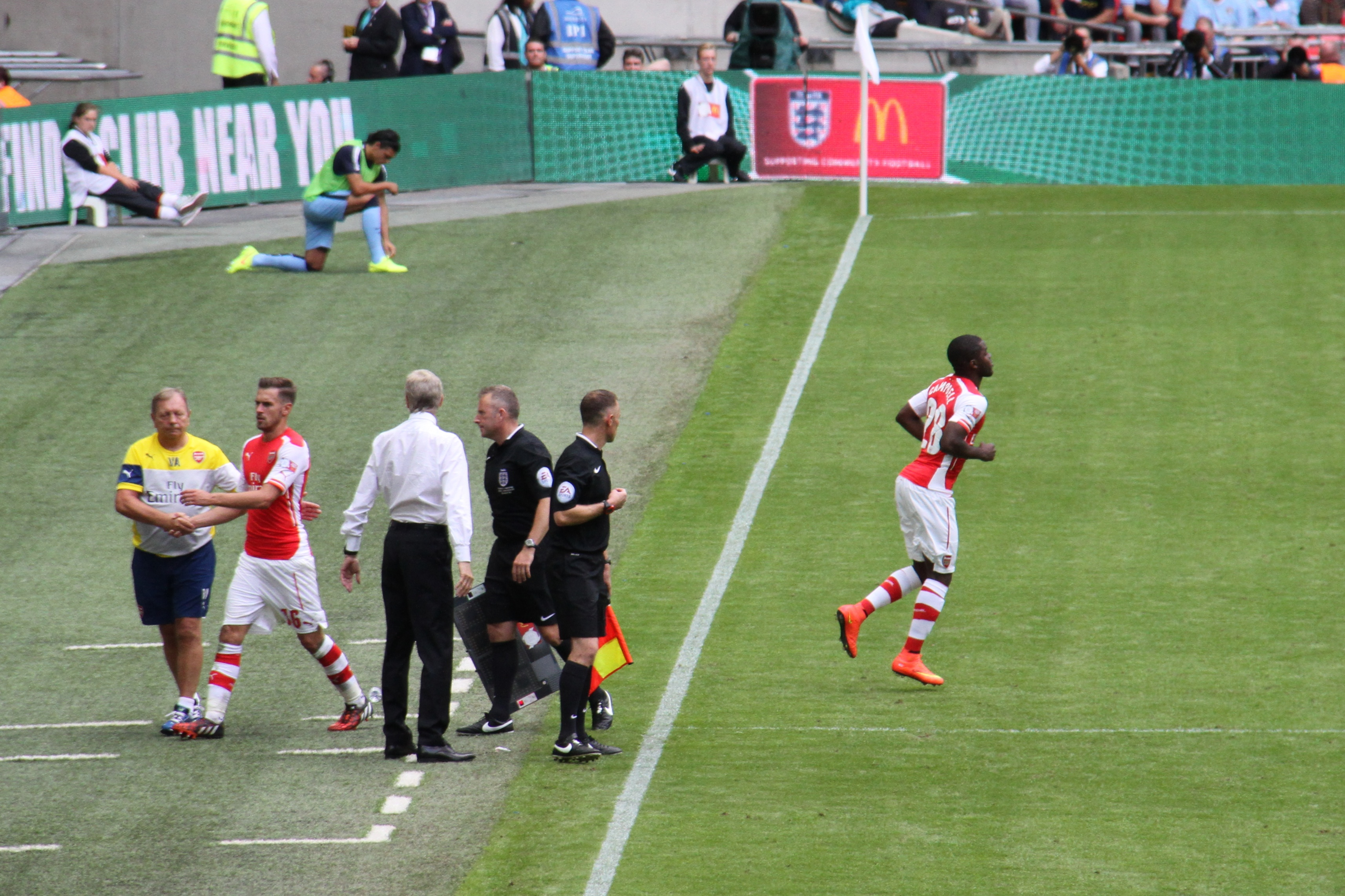
Campbell en su debut oficial con el Arsenal.

El 23 de julio de 2014, Joel finalmente regresa al Arsenal luego de pasar las últimas tres temporadas a préstamo. Debutó el 10 de agosto y participó de los últimos cinco minutos en la victoria 3-0 sobre el Manchester City, esto por la definición de la Community Shield. El 23 de agosto jugó su primer compromiso de la Premier League contra el Everton, en el que reemplazó a Alex Oxlade-Chamberlain. En la liga solamente alcanzó cuatro apariciones y su rol fue de sustituto para los minutos finales.

### Villarreal C. F.
El 24 de enero de 2015, el Villarreal de España acordó con el Arsenal la cesión de Campbell por el resto de la temporada. Su presentación se dio cuatro días después con la dorsal «10». Antes de su incorporación al cuadro español, Joel firmó su renovación con el Arsenal. El 7 de febrero tuvo su debut contra el Granada donde jugó 62 minutos. Su único gol con el Villarreal se produjo el 10 de mayo ante el Elche. Terminó el torneo de liga con dieciséis presencias.

### Arsenal F. C.
Campbell volvió otra vez al Arsenal después de la cesión. El 22 de junio de 2015, el club aprobó el precio de cinco millones de libras esterlinas para un posible traspaso, teniendo como clubes interesados al Benfica, Real Sociedad, Fenerbahçe y Real Betis. El 31 de agosto, pese al interés del Galatasaray en fichar al jugador, se oficializó que Campbell seguiría en el Arsenal para esta temporada. Debutó el 31 de octubre por la undécima fecha de la Premier League frente al Swansea City, juego en el que apareció como titular y convirtió el gol que sentenció la victoria por 0-3. En la liga alcanzó diecinueve partidos disputados y consiguió tres anotaciones.

### Sporting C. P.
El 19 de agosto de 2016, el delantero salió nuevamente a préstamo siendo su nuevo destino el Sporting de Lisboa de Portugal. Joel eligió la dorsal «7». Hizo su debut el 28 de agosto contra el Porto, tras ingresar de relevo por Gelson Martins al minuto 69' en el triunfo de 2-1. El 10 de septiembre convirtió su primer gol en la Primeira Liga sobre el Moreirense. En todas las competencias acumuló veintinueve juegos, hizo tres tantos y colaboró con cuatro asistencias.

### Arsenal F. C.
Campbell, antes de reintegrarse al Arsenal, sufrió una rotura del menisco de la rodilla derecha por lo que fue operado. El 8 de agosto de 2017, Joel se quedó sin dorsal en la planilla que disputaría la temporada de Premier League, lo que significó que no entraba en los planes del entrenador Arsène Wenger y además su lesión le impidió pasar a otro club en condición de préstamo. El 21 de agosto se pudo incorporar al equipo y le asignaron la dorsal «27».

### Real Betis Balompié
El 31 de agosto de 2017, Campbell viajó a España para cerrar la negociación en el Real Betis Balompié, para ser uno de los últimos fichajes del estratega Quique Setién. Al día siguiente se realizó su presentación formal en condición de préstamo por una temporada. Debutó en la liga el 15 de octubre con un gol y una asistencia en la derrota 3-6 contra el Valencia. El 30 de octubre salió lesionado en el juego ante el Espanyol. Campbell fue dado de baja debido a un esguince de tobillo. Durante su recuperación, aparecieron de nuevo sus molestias en la misma rodilla de la que fue operado, por lo que requirió otra intervención para limpiar el menisco. El 13 de febrero de 2018 pudo volver a los entrenamientos. Tras cinco meses sin participación, el 2 de abril jugó los últimos siete minutos de la victoria 0-1 ante el Getafe. El 19 de mayo, por la última fecha de liga, Joel completó su único partido como titular en la totalidad de los minutos y anotó un tanto contra el Leganés. En la temporada tuvo ocho presencias.

### Frosinone Calcio
El 17 de agosto de 2018, el futbolista fue traspasado al Frosinone de Italia con un contrato hasta junio de 2021. De esta manera se convirtió en el tercer costarricense con más clubes en Europa, siendo superado por Winston Parks y Gilberto Martínez. Debutó en la Serie A el 26 de agosto como sustitución de Camillo Ciano al minuto 73' en el empate 0-0 frente al Bologna. En la primera mitad de la temporada alcanzó diecisiete apariciones y puso tres asistencias.

### Club León
El 26 de enero de 2019, se hizo oficial el fichaje de Joel en el Club León de México. Se estrenó en el Torneo de Clausura el 2 de febrero en el juego que enfrentó a Cruz Azul en el Estadio León. Campbell entró de cambio por Ángel Mena al minuto 61' y su equipo logró el triunfo de 2-0. En la etapa regular del certamen convirtió un gol sobre los rivales de Puebla y Pachuca. El 11 de mayo marcó un doblete contra el Tijuana por el juego de vuelta de los cuartos de final, siendo el primer costarricense en lograr esa cantidad de anotaciones en un compromiso de fase eliminatoria. El 26 de mayo se debió conformar con el subcampeonato tras perder la serie final ante el Tigres.
El 15 de junio de 2020, se dio a conocer que el Frosinone, equipo dueño de su ficha, solicitó una cuota de dos millones de euros para que el León retuviera a Campbell. Finalmente, el 30 de junio se despejó la incertidumbre de su futuro al confirmarse su continuidad en el cuadro esmeralda, esta vez como propiedad de León y extendiendo su contrato a tres años más.
El 13 de diciembre de 2020, Joel se proclama campeón del Torneo de Apertura al vencer por 2-0 a la Universidad Nacional en el juego de vuelta.

### C. F. Monterrey
El 7 de julio de 2021, se confirmó a Joel como nuevo jugador del C. F. Monterrey en calidad de préstamo con opción de compra. Debutó en su primer partido el 31 de julio por la segunda fecha del Torneo de Apertura, donde jugó como titular por 77 minutos del triunfo 2-0 sobre el Pumas de la UNAM. El 28 de octubre se consagró campeón de la Liga de Campeones de la Concacaf, pero no pudo disputar ningún partido de esta competición con los rayados ya que había participado con León en la misma edición.
Se estrenó en el Mundial de Clubes el 5 de febrero de 2022, por el duelo de segunda ronda frente al Al-Ahly de Egipto, compromiso donde jugó los últimos veintidós minutos de la derrota por 1-0. Su equipo se aseguró el quinto lugar de la competencia tras el triunfo por 3-1 contra el Al-Jazira. Para el Torneo de Clausura, Campbell alcanzó dieciséis apariciones y marcó cuatro goles, tres de ellos en partidos consecutivos frente al América, Mazatlán y Juárez. El Monterrey quedó eliminado en penales ante San Luis por la ronda de calificación.

### Club León
El 30 de junio de 2022, regresó al Club León, como nuevo refuerzo para disputar el Torneo Apertura 2022, logrando quedar en la posición diez de la tabla, con los resultados obtenidos, el Club León clasificó a la liguilla contra el C. F. Cruz Azul, Campbell disputó ochenta y cuatro minutos en la derrota 1-0.
Para la temporada 2022-23, el Club León participó en la Liga de Campeones de la Concacaf, en el que Campbell tuvo participación durante ocho partidos, el equipo llegó hasta las instancias finales donde se enfrentó ante el Los Angeles F. C., Campbell sumó minutos en los juegos de ida y vuelta, coronándose campeón históricamente del equipo mexicano con el marcador global 3-1.

### L. D. Alajuelense
El 8 de junio de 2023, se oficializó la llegada a la L. D. Alajuelense por un contrato de tres años. El 26 de julio, debutó en la primera división contra el Santos de Guápiles, sumando la totalidad de minutos por la victoria 0-1. Tres días después, Campbell se enfrentó ante el Municipal Liberia marcando su primera anotación al minuto 74, siendo el compromiso un empate en el marcador 3-3. El 3 de agosto, se realizó el Clásico Nacional contra el Deportivo Saprissa, Campbell fue titular, marcando un doblete, siendo sus anotaciones la victoria en el marcador 2-1.
El 18 de noviembre, se disputó la final del Torneo de Copa de Costa Rica entre la L. D. Alajuelense y el Deportivo Saprissa, Campbell no asistió al haber sido convocado a la selección, el encuentro finalizó con la victoria rojinegra con el marcador 2-0, y su participación contra A. D. Guanacasteca en semifinales, Campbell obtuvo su primer título nacional.
El 5 de diciembre de 2023, Campbell se coronó campeón en el debut internacional de la Copa Centroamericana de Concacaf tras derrotar al Real Estelí F. C. por el marcador global 4-1.

### Atlético Goianiense
El 17 de julio de 2024, se oficializó su fichaje al Atlético Goianiense en condición de préstamo por un año. El 3 de agosto, debutó por medio de la liga brasileña contra el Botafogo F. C., realizando su primera anotación al minuto 43 debido a un penalti, disputando la totalidad de minutos en la derrota 1-4. El 23 de noviembre, a pesar de que Campbell llegó al equipo con la lucha por el no descenso, el club descendió matemáticamente a la Serie B a falta de tres jornadas, y con poca participación de Joel finalizó su préstamo con el equipo brasileño.

### L. D. Alajuelense
El 13 de enero de 2025, se anunció su llegada a la L. D. Alajuelense después de su préstamo de Brasil.

## Selección nacional

### Categorías inferiores
El 7 de noviembre de 2008, Campbell recibió la convocatoria del entrenador Carlos Watson de la Selección Sub-17 de Costa Rica, para disputar la eliminatoria centroamericana al premundial de Concacaf. El primer partido se dio el 12 de noviembre contra Nicaragua en el Estadio Cuscatlán de El Salvador. Joel apareció como titular con la dorsal «11» y se destapó con cuatro anotaciones y una asistencia para que su equipo venciera cómodamente por 7-0. Dos días después, el jugador volvió a ser figura en el encuentro frente a Guatemala, marcándole al minuto 38' el tanto que significó la victoria 1-0. El 16 de noviembre se presentó el triunfo 1-2 sobre El Salvador y su selección clasificó al torneo continental de manera directa. En este juego Campbell aportó un pase a gol.
Juan Diego Quesada, entrenador de la categoría costarricense, convocó a Joel para afrontar el Campeonato Sub-17 de la Concacaf de 2009, el cual se realizó en territorio mexicano. El 22 de abril anotó en el primer partido que su selección empató 1-1 contra Guatemala. Dos días después marcó de nuevo siendo esta vez sobre Trinidad y Tobago. A pesar de la derrota 1-0 ante México, el cuadro costarricense logró la clasificación al Mundial.
El 13 de octubre de 2009, el delantero entró en la convocatoria definitiva de Quesada para jugar el Mundial Sub-17 en Nigeria. El 25 de octubre fue su debut en el certamen máximo de selecciones, donde su país se enfrentó a Nueva Zelanda en el Estadio Nnamdi Azikiwe. Joel alineó como titular, salió de cambio por Irvin Huertas y marcó el gol del empate 1-1 al minuto 35', tras aprovechar un error defensivo de la zaga neozelandesa. Completó la fase de grupos con las pérdidas de 4-1 contra Turquía y Burkina Faso.
El 23 de noviembre de 2010, Campbell inició el proceso de la Selección Sub-20 anotando doblete sobre Nicaragua, por la eliminatoria centroamericana al premundial de Concacaf. Posteriormente su país enfrentó a Panamá, pero el marcador acabó con el revés de 1-0, obligando al cuadro costarricense a disputar una serie de repesca. El 11 de diciembre jugó la ida ante El Salvador y completó la totalidad de los minutos en la derrota por 1-0. Tras el empate 1-1 por la vuelta, su selección quedó fuera de disputar el torneo continental. Sin embargo, el 4 de febrero de 2011, se confirmó que su país clasificó al certamen luego de ganar una apelación por la alineación indebida de un futbolista salvadoreño.
El 10 de marzo de 2011 recibió la convocatoria de Ronald González para efectuar el Campeonato Sub-20 de la Concacaf. Aunque también fue llamado por Ricardo La Volpe para la selección absoluta, se decidió que el jugador estaría en el certamen con la categoría inferior. Su debut se produjo el 30 de marzo en el Estadio Cementos Progreso ante Guadalupe, encuentro donde Joel concretó un doblete a los minutos 57' y 62' para la victoria de 0-3. El 1 de abril convirtió uno de los tantos sobre Canadá en el triunfo 3-0 y así su selección acabó como líder del grupo. El 5 de abril se destapó con un triplete contra Cuba en los cuartos de final y tres días después el cuadro costarricense venció por 2-1 a Guatemala en semifinales, asegurándose el pase a la Copa Mundial. El 10 de abril se conformó con el subcampeonato tras perder la final por 3-1 ante México. Joel fue el máximo goleador con seis anotaciones.
El 18 de julio de 2011, se hizo oficial el llamado de González para disputar la Copa Mundial celebrada en Colombia, donde Joel fue resaltado como la principal figura de su escuadra. El 31 de julio se estrenó en la competencia máxima con la derrota 1-4 contra España en el Estadio Palogrande. Su selección se reivindicó el 3 de agosto al triunfar 2-3 sobre Australia, partido en el que Campbell marcó un doblete. Sin embargo, tres días después se presentó la pérdida de 3-0 frente a Ecuador. El 9 de agosto concluyó su participación después de perder ante el anfitrión Colombia en los octavos de final.

#### Participaciones internacionales
| Evento                             | Sede      | Resultado        | Posición | Partidos | Goles |
| ---------------------------------- | --------- | ---------------- | -------- | -------- | ----- |
| Campeonato Sub-17 de Concacaf 2009 | México    | Clasificado      | 2.ª      | 3        | 2     |
| Copa Mundial Sub-17 de 2009        | Nigeria   | Fase de grupos   | 20/24    | 3        | 1     |
| Campeonato Sub-20 de Concacaf 2011 | Guatemala | Subcampeón       | 2/12     | 5        | 6     |
| Copa Mundial Sub-20 de 2011        | Colombia  | Octavos de final | 15/24    | 4        | 2     |

### Selección absoluta
El 20 de mayo de 2011, Campbell entró en la nómina oficial de la Selección de Costa Rica dirigida por Ricardo La Volpe para jugar la Copa de Oro de la Concacaf. El 5 de junio debutó como internacional absoluto en el partido celebrado en el Cowboys Stadium contra Cuba. Joel entró de cambio por Marco Ureña y al minuto 71' marcó su primer gol que concluyó el triunfo de su escuadra por 5-0. Luego tuvo participación por 28 minutos frente a El Salvador y esperó desde la suplencia ante México. Su selección fue eliminada en penales por Honduras en los cuartos de final.
El 13 de junio de 2011, el delantero volvió a ser tomado en cuenta por el estratega en la disputa de la Copa América. Debutó el 2 de julio en el Estadio 23 de Agosto contra Colombia, donde apareció como titular pero salió reemplazado al comienzo del segundo tiempo en la pérdida por 1-0. El 7 de julio concretó un gol para la victoria de su equipo por 0-2 a Bolivia y cuatro días después se presentó la derrota de 3-0 ante Argentina, con estos resultados quedando eliminado en primera fase.

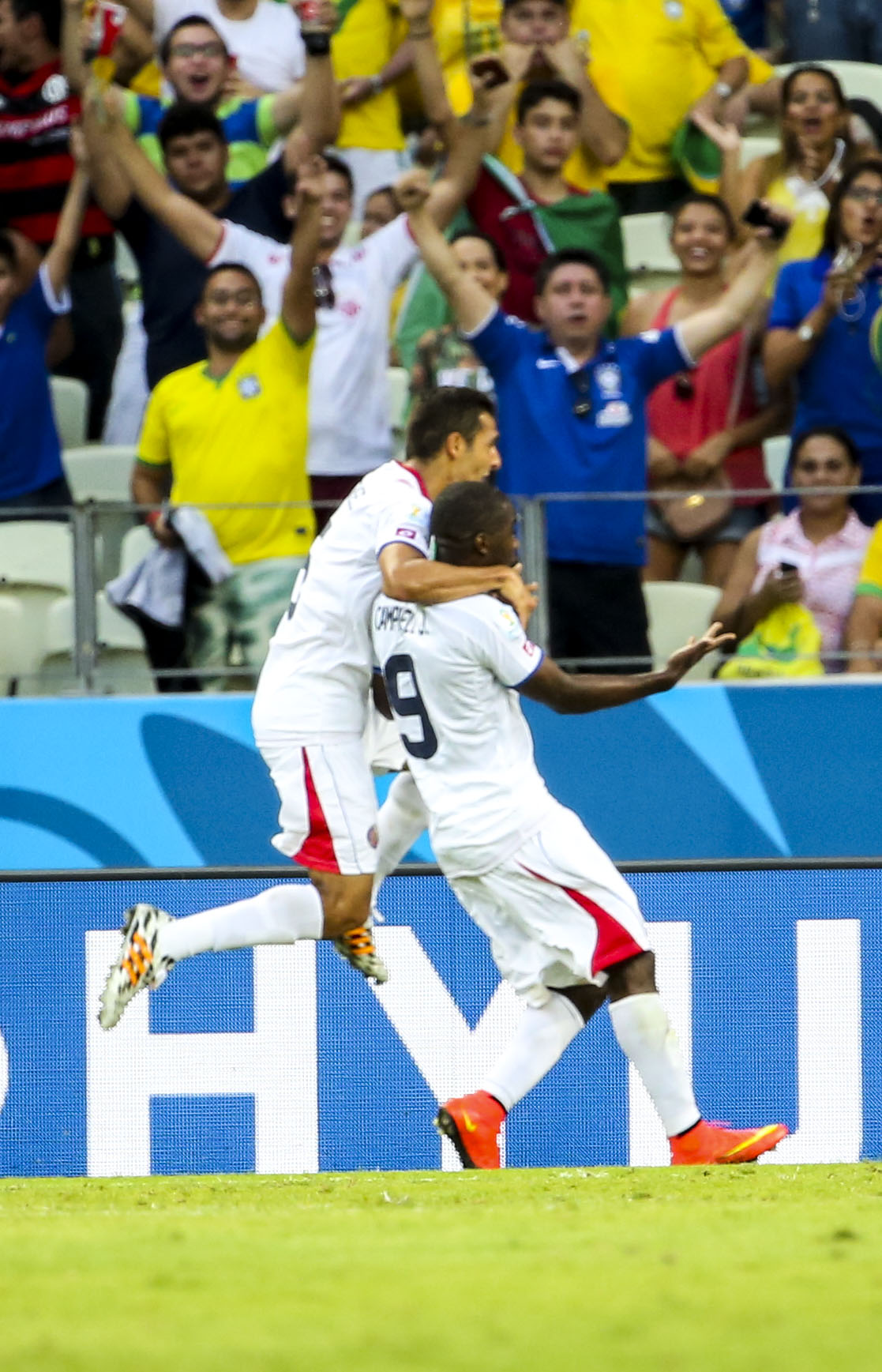
Campbell celebrando su gol sobre Uruguay en el Mundial 2014.

Empezó la eliminatoria mundialista de Concacaf el 8 de junio de 2012, con el empate de local 2-2 contra El Salvador y en el que Joel concretó un gol. Durante el 2013 jugó en todos los compromisos de la hexagonal. El 6 de septiembre, Campbell convirtió un tanto sobre Estados Unidos en la victoria de 3-1. El 10 de septiembre, tras el empate 1-1 frente a Jamaica, el cuadro costarricense selló su clasificación directa al Mundial de Brasil 2014.
El 12 de mayo de 2014, el entrenador de la selección costarricense, Jorge Luis Pinto, incluyó a Campbell en la convocatoria preliminar con miras a la Copa Mundial de Brasil. Finalmente, fue confirmado en la nómina definitiva de veintitrés jugadores el 30 de mayo. El 14 de junio fue la primera fecha del certamen máximo, en la que su grupo enfrentó a Uruguay en el Estadio Castelão de Fortaleza. Joel participó en la totalidad de los minutos y pese a tener el marcador en contra, su nación logró revertir la situación y ganó con cifras de 1-3, teniendo al jugador como protagonista al contribuir con un gol y una asistencia. El 20 de junio, en la Arena Pernambuco contra Italia, el delantero repetiría su posición como titular en la victoria ajustada 0-1. Para el compromiso de cuatro días después ante Inglaterra en el Estadio Mineirão, el resultado se consumió empatado sin goles. El 29 de junio, por los octavos de final contra Grecia, la serie se llevó a los penales para decidir al clasificado y su conjunto triunfó mediante las cifras de 5-3, donde Campbell contribuyó con un tiro exitoso. Su participación concluyó el 5 de julio, como titular por 66 minutos en la pérdida en penales contra Países Bajos, después de haber igualado 0-0 en el tiempo regular.
El 25 de agosto de 2014, el director técnico Paulo Wanchope incluyó a Campbell en su nómina para desarrollar la Copa Centroamericana en Estados Unidos. El atacante arrancó como titular en los dos partidos del grupo contra Nicaragua y Panamá. Joel solamente fue habilitado para enfrentar la primera fase y debió regresar a su club antes de disputar la final.
El 23 de junio de 2015, el jugador entró en la lista final de Wanchope para enfrentar la Copa de Oro de la Concacaf. Participó en los tres encuentros de la fase de grupos que terminaron empatados contra Jamaica (2-2), El Salvador (1-1) y Canadá (0-0). El 19 de julio su conjunto termina eliminado por México en cuartos de final, mediante un penal controversial en el último minuto.
El 5 de noviembre de 2015, Campbell fue seleccionado por Óscar Ramírez para iniciar la eliminatoria de Concacaf hacia la Copa del Mundo. El 13 de noviembre se dio el primer partido de la cuadrangular frente a Haití, en el Estadio Nacional. Joel se hizo con un puesto en la titular y su escuadra ganó el compromiso por 1-0.
El 2 de mayo de 2016, el director técnico Ramírez anunció la lista preliminar de 40 jugadores que podrían ser considerados para jugar la Copa América Centenario donde se incluyó a Joel. El 16 de mayo terminó siendo ratificado en la nómina que viajó a Estados Unidos, país organizador del evento. El 4 de junio se llevó a cabo el primer juego del torneo contra Paraguay en el Estadio Citrus Bowl de Orlando. Campbell completó 67 minutos de acción en el empate sin goles. Tres días después, fue nuevamente titular en la derrota por 4-0 ante Estados Unidos. El 11 de junio participó como variante del último juego del grupo que finalizó en victoria por 2-3 sobre Colombia en el Estadio NRG de Houston. Con los resultados presentados, la escuadra costarricense se ubicó en el tercer puesto con cuatro puntos y por lo tanto eliminada de la competencia.
El 15 de noviembre de 2016, Joel concretó el primer doblete representando a la selección absoluta, tras marcarle a Estados Unidos por la segunda fecha de la hexagonal.

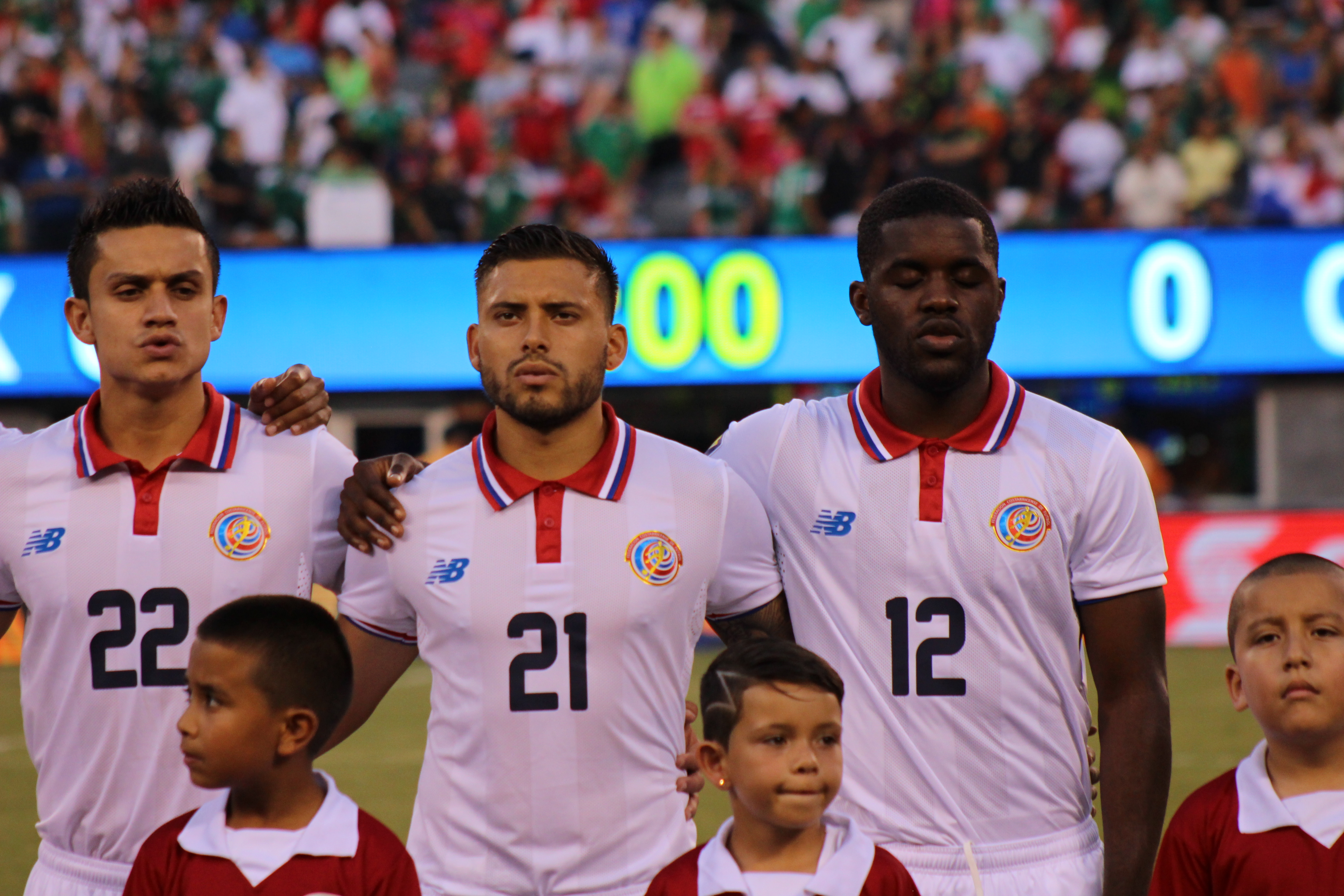
Joel (derecha) previo al duelo de cuartos de final de la Copa de Oro 2015.

El jugador fue incluido, el 16 de junio de 2017, en la nómina para la realización de la Copa de Oro de la Concacaf que tuvo lugar en Estados Unidos. El 7 de julio se disputó el primer encuentro del certamen en el Red Bull Arena de Nueva Jersey, lugar donde se efectuó el clásico centroamericano contra Honduras. Joel Campbell jugó por 55 minutos y, por otra parte, su compañero Rodney Wallace brindó una asistencia a Marco Ureña al minuto 38' para que concretara el único gol de su nación para la victoria ajustada de 0-1. Cuatro días posteriores se dio el segundo cotejo ante Canadá en el BBVA Compass Stadium, escenario en el cual prevaleció la igualdad a un tanto. Campbell salió de cambio al minuto 23' por David Ramírez a causa de una lesión. El 12 de julio se confirmó que el jugador no continuaría en la competición y su lugar fue tomado por José Leitón.
El 14 de mayo de 2018, entró en la lista oficial de veintitrés futbolistas para disputar la Copa Mundial de Rusia. El 17 de junio debuta en la competencia al ingresar de cambio por Marco Ureña al minuto 66', en el juego inaugural contra Serbia en el Cosmos Arena de Samara (derrota 0-1). El 22 de junio permaneció como suplente en el duelo frente a Brasil, cotejo que finalizó con una nueva pérdida siendo con cifras de 2-0. Su país se quedaría sin posibilidades de avanzar a la siguiente ronda de manera prematura. El 27 de junio, ya en el partido de trámite enfrentando a Suiza en el Estadio de Nizhni Nóvgorod, el marcador reflejó la igualdad a dos anotaciones para despedirse del certamen donde Joel colaboró con una asistencia.
El 5 de junio de 2019, se confirmó que Campbell entró en la nómina oficial de Gustavo Matosas para disputar la Copa de Oro de la Concacaf. Fue titular en los tres partidos de la fase de grupos contra Nicaragua (victoria 4-0), Bermudas (triunfo 2-1) y Haití (derrota 2-1). Su país se quedó en el camino al perder en penales por México en cuartos de final.
Con Ronald González de estratega, el atacante tuvo participación en los dos primeros partidos de la fase de grupos de la Liga de Naciones de la Concacaf, en los empates contra Haití (1-1) y Curazao (0-0). El 3 de junio de 2021, para la etapa final, su selección empató el duelo de semifinal contra México (0-0) en el Empower Field en Denver, por lo que la serie se llevó a los penales donde su conjunto no pudo avanzar. Tres días después tampoco superó el compromiso por el tercer lugar frente a Honduras (2-2), cayendo por la misma vía de los penales. Campbell hizo el gol que abrió el marcador sobre los hondureños.
El 25 de junio de 2021, el director técnico Luis Fernando Suárez definió la lista preliminar con miras hacia la Copa de Oro de la Concacaf, en la que se destaca la convocatoria de Joel. Fue ratificado en la lista definitiva del 1 de julio. El 12 de julio debutó en la competencia contra Guadalupe en el Exploria Stadium de Orlando. Campbell completó los 90 minutos y anotó el gol que abrió el marcador para la victoria por 3-1. El 16 de julio, en el mismo escenario volvió a marcar siendo esta vez sobre Surinam, para guiar la remontada y triunfar por 2-1. Cerró su participación del grupo con el resultado favorable de 1-0 contra Jamaica. El 25 de julio se presentó la eliminación de su país en cuartos de final por 0-2 frente a Canadá, en el AT&T Stadium.
El 26 de agosto de 2021, Campbell fue llamado por Suárez para iniciar la eliminatoria de Concacaf hacia la Copa del Mundo. Debutó a partir de la segunda fecha en el partido que terminó en derrota de local 0-1 ante México.
El 13 de mayo de 2022, fue convocado a la lista de Suárez para la preparación de cara a la Liga de Naciones de la Concacaf. El 2 de junio se dio su debut en la derrota 2-0 de visita contra Panamá. Tres días después marcó su primer gol que abrió la cuenta de anotaciones del triunfo 2-0 sobre Martinica.
El 14 de junio de 2022, alineó como titular y colaboró con el único gol de su combinado para sellar la clasificación a la Copa Mundial tras vencer 1-0 a Nueva Zelanda, por la repesca intercontinental celebrada en el país anfitrión Catar.
El 3 de noviembre de 2022, el técnico Luis Fernando Suárez, realizó la conferencia de prensa de los 26 jugadores que viajarían a Catar para el evento de la Copa Mundial de Fútbol de 2022, Joel fue parte de los nombres de la nómina. El 9 de noviembre, tuvo un partido de despedida antes de viajar a Kuwait, donde estarían entrenando como campamento base previo a la Copa Mundial de 2022, Costa Rica se enfrentó ante Nigeria, Campbell otorgó dos asistencias por la victoria 2-0. El 23 de noviembre, debutó en la Copa Mundial 2022 contra la selección de España, Campbell fue titular, disputando los 90 minutos en la derrota 7-0. El 27 de noviembre se enfrentó ante Japón, Joel repitió titularidad, disputando los 90 minutos en la victoria 1-0. El 1 de diciembre se enfrentó ante Alemania, disputó los 90 minutos en la derrota 2-4, sellando su participación en la cita mundialista en la cuarta posición con tres puntos.
El 17 de marzo de 2023 fue convocado para afrontar los partidos de la Liga de Naciones de la Concacaf 2022-23 contra Martinica y Panamá. El 25 de marzo se enfrentó ante la selección de Martinica, en el que disputó la totalidad de minutos por la victoria 1-2. Tres días después se enfrentó ante Panamá como local, Campbell repitió titularidad, disputando los 90 minutos por la derrota 0-1.
El 2 de junio de 2023, se oficializó la convocatoria para los partidos amistosos y la competición de la Copa de Oro de la Concacaf 2023, en el que Campbell estuvo dentro de la convocatoria. El 15 de junio, Costa Rica se enfrentó ante Guatemala en un partido amistoso, Campbell ingresó de cambio al minuto 64 por la derrota 0-1. Cinco días después, Campbell se enfrentó ante Ecuador en el que disputó la totalidad de minutos, al minuto 66 realizó la única anotación de parte de Costa Rica, para después finalizar con derrota 3-1. El 26 de junio, debutó en la competición de la Copa Oro, enfrentándose ante Panamá, Campbell disputó la totalidad de minutos y ofreció una asistencia a los últimos minutos del compromiso para después cerrar por la derrota 1-2. Cuatro días después, Campbell se enfrentó ante El Salvador por la totalidad de minutos en el empate 0-0. El 4 de julio, Campbell se enfrentó ante Martinica, donde realizó una anotación de penal al minuto 58, y colaborando con dos asistencias a los minutos 53 y 89, finalizando con victoria 6-4, logrando clasificar a octavos de final en la segunda posición de fase de grupos. Cuatro días después, Campbell se enfrentó ante México, disputando la totalidad de minutos por la derrota 2-0, siendo eliminados de la competición.
El 30 de agosto de 2023, fue convocado por el director técnico Claudio Vivas en una gira hacia Europa contra los encuentros amistosos ante Arabia Saudita y Emiratos Árabes Unidos. El 8 de septiembre, Campbell se enfrentó ante Arabia Saudita, siendo su rival 51 al que enfrenta en su carrera con la selección, Campbell ofreció una asistencia al minuto 32 para Manfred Ugalde, el encuentro finalizó por la victoria 1-3. Cuatro días después, Campbell disputó 58 minutos contra Emiratos Árabes Unidos por la derrota 1-4.
El 10 de noviembre de 2023, fue convocado por el director técnico Gustavo Alfaro para disputar la Liga de Naciones de la Concacaf 2023-24 por los cuartos de final contra Panamá. Campbell disputó los juegos de ida y vuelta contra Panamá, colocando una asistencia en el juego de vuelta, siendo una derrota en el marcador global 6-1, resultado de la eliminación de la competición.
El 15 de marzo de 2024, se oficializó su convocatoria para el partido del Repechaje de la Copa América 2024 contra Honduras y el amistoso contra Argentina. El 23 de marzo se enfrentó contra Honduras, ingresó de cambio al minuto 69 por la victoria 3-1, logrando obtener el boleto a la Copa América 2024. Tres días después, se mantuvo en la banca de suplencia contra Argentina por la derrota 3-1.
El 11 de junio de 2024, se oficializó su convocatoria de los 26 jugadores para la competición de la Copa América 2024. El 25 de junio debutó contra Brasil, ingresando al minuto 70 en el empate 0-0. El 28 de junio se enfrentó a Colombia, dándose su ingreso al inicio de la parte complementaria por la derrota 3-0. El 2 de julio disputó contra Paraguay, disputando 68 minutos por la victoria 2-1, cerrando la competición de la Copa América 2024 en la tercera posición de la fase de grupos.
El 28 de agosto de 2024, se oficializó su convocatoria para la Liga de Naciones de la Concacaf 2024-25 contra Guadalupe y Guatemala. El 5 de septiembre, se enfrentó contra Guadalupe, colaborando con una asistencia al minuto 49 y disputando 75 minutos en la victoria 3-0.  El 9 de septiembre, disputó 63 minutos contra Guatemala por el empate en el marcador 0-0.

#### Participaciones internacionales
| Evento                                  | Sede                                  | Resultado        | Partidos | Goles |
| --------------------------------------- | ------------------------------------- | ---------------- | -------- | ----- |
| Copa de Oro de la Concacaf 2011         | Estados Unidos                        | Cuartos de final | 3        | 1     |
| Copa América 2011                       | Argentina                             | Fase de grupos   | 3        | 1     |
| Copa Centroamericana 2014               | Estados Unidos                        | Campeón          | 2        | 0     |
| Copa de Oro de la Concacaf 2015         | Estados Unidos · Canadá               | Cuartos de final | 4        | 0     |
| Copa América Centenario                 | Estados Unidos                        | Fase de grupos   | 3        | 0     |
| Copa de Oro de la Concacaf 2017         | Estados Unidos                        | Semifinales      | 2        | 0     |
| Copa de Oro de la Concacaf 2019         | Estados Unidos · Costa Rica · Jamaica | Cuartos de final | 4        | 0     |
| Liga de Naciones de la Concacaf 2019-20 | Concacaf                              | Cuarto lugar     | 4        | 1     |
| Copa de Oro de la Concacaf 2021         | Estados Unidos                        | Cuartos de final | 4        | 2     |
| Liga de Naciones de la Concacaf 2022-23 | Concacaf                              | Fase de grupos   | 4        | 1     |
| Copa de Oro de la Concacaf 2023         | Estados Unidos · Canadá               | Cuartos de final | 4        | 1     |
| Liga de Naciones de la Concacaf 2023-24 | Concacaf                              | Cuartos de final | 2        | 0     |
| Copa América 2024                       | Estados Unidos                        | Fase de grupos   | 3        | 0     |
| Liga de Naciones de la Concacaf 2024-25 | Concacaf                              | Cuartos de final | 6        | 0     |

#### Participaciones en eliminatorias
| Evento                     | Sede                             | Resultado   | Posición | Partidos | Goles |
| -------------------------- | -------------------------------- | ----------- | -------- | -------- | ----- |
| Clasificación Mundial 2014 | Brasil                           | Clasificado | 2.ª      | 15       | 3     |
| Clasificación Mundial 2018 | Rusia                            | Clasificado | 2.ª      | 12       | 2     |
| Clasificación Mundial 2022 | Catar                            | Clasificado | 4.ª      | 12       | 3     |
| Clasificación Mundial 2026 | Estados Unidos · México · Canadá | Por definir | 2        | 0        |       |

#### Participaciones en Copas del Mundo
| Mundial              | Sede   | Resultado        | Partidos | Goles |
| -------------------- | ------ | ---------------- | -------- | ----- |
| Copa Mundial de 2014 | Brasil | Cuartos de final | 5        | 1     |
| Copa Mundial de 2018 | Rusia  | Fase de grupos   | 2        | 1     |
| Copa Mundial de 2022 | Catar  | Fase de grupos   | 3        | 0     |

## Estadísticas

### Clubes
Actualizado al último partido jugado el 28 de mayo de 2025.
| Club                            | Div.          | Temporada     | Liga  | Liga  | Liga   | Copas nacionales | Copas nacionales | Copas nacionales | Copas internacionales | Copas internacionales | Copas internacionales | Total | Total | Total  |
| Club                            | Div.          | Temporada     | Part. | Goles | Asist. | Part.            | Goles            | Asist.           | Part.                 | Goles                 | Asist.                | Part. | Goles | Asist. |
| ------------------------------- | ------------- | ------------- | ----- | ----- | ------ | ---------------- | ---------------- | ---------------- | --------------------- | --------------------- | --------------------- | ----- | ----- | ------ |
| Deportivo Saprissa · Costa Rica |               |               |       |       |        |                  |                  |                  |                       |                       |                       |       |       |        |
| 1.ª                             | 2009-10       | 1             | 0     | 0     | —      | —                | —                | —                | —                     | —                     | 1                     | 0     | 0     |        |
| 1.ª                             | 2010-11       | 2             | 0     | 0     | —      | —                | —                | 1                | 0                     | 0                     | 3                     | 0     | 0     |        |
| Total club                      | Total club    | 3             | 0     | 0     | 0      | 0                | 0                | 1                | 0                     | 0                     | 4                     | 0     | 0     |        |
| Puntarenas F. C. · Costa Rica   |               |               |       |       |        |                  |                  |                  |                       |                       |                       |       |       |        |
| 1.ª                             | 2010-11       | 5             | 0     | 0     | —      | —                | —                | —                | —                     | —                     | 5                     | 0     | 0     |        |
| Total club                      | Total club    | 5             | 0     | 0     | 0      | 0                | 0                | 0                | 0                     | 0                     | 5                     | 0     | 0     |        |
| F. C. Lorient Francia           |               |               |       |       |        |                  |                  |                  |                       |                       |                       |       |       |        |
| 1.ª                             | 2011-12       | 25            | 3     | 3     | 2      | 1                | 0                | —                | —                     | —                     | 27                    | 4     | 3     |        |
| Total club                      | Total club    | 25            | 3     | 3     | 2      | 1                | 0                | 0                | 0                     | 0                     | 27                    | 4     | 3     |        |
| Real Betis Balompié · España    |               |               |       |       |        |                  |                  |                  |                       |                       |                       |       |       |        |
| 1.ª                             | 2012-13       | 28            | 2     | 3     | 5      | 0                | 0                | —                | —                     | —                     | 33                    | 2     | 3     |        |
| Total club                      | Total club    | 28            | 2     | 3     | 5      | 0                | 0                | 0                | 0                     | 0                     | 33                    | 2     | 3     |        |
| Olympiakos F. C. · Grecia       |               |               |       |       |        |                  |                  |                  |                       |                       |                       |       |       |        |
| 1.ª                             | 2013-14       | 32            | 8     | 11    | 6      | 2                | 0                | 5                | 1                     | 0                     | 43                    | 11    | 11    |        |
| Total club                      | Total club    | 32            | 8     | 11    | 6      | 2                | 0                | 5                | 1                     | 0                     | 43                    | 11    | 11    |        |
| Arsenal F. C. Inglaterra        |               |               |       |       |        |                  |                  |                  |                       |                       |                       |       |       |        |
| 1.ª                             | 2014-15       | 4             | 0     | 0     | 3      | 0                | 0                | 3                | 0                     | 0                     | 10                    | 0     | 0     |        |
| Total club                      | Total club    | 4             | 0     | 0     | 3      | 0                | 0                | 3                | 0                     | 0                     | 10                    | 0     | 0     |        |
| Villarreal C. F. · España       |               |               |       |       |        |                  |                  |                  |                       |                       |                       |       |       |        |
| 1.ª                             | 2014-15       | 16            | 1     | 0     | 2      | 0                | 0                | 4                | 0                     | 0                     | 22                    | 1     | 0     |        |
| Total club                      | Total club    | 16            | 1     | 0     | 2      | 0                | 0                | 4                | 0                     | 0                     | 22                    | 1     | 0     |        |
| Arsenal F. C. Inglaterra        |               |               |       |       |        |                  |                  |                  |                       |                       |                       |       |       |        |
| 1.ª                             | 2015-16       | 19            | 3     | 3     | 6      | 1                | 1                | 5                | 0                     | 2                     | 30                    | 4     | 6     |        |
| Total club                      | Total club    | 19            | 3     | 3     | 6      | 1                | 1                | 5                | 0                     | 2                     | 30                    | 4     | 6     |        |
| Sporting de Lisboa Portugal     |               |               |       |       |        |                  |                  |                  |                       |                       |                       |       |       |        |
| 1.ª                             | 2016-17       | 19            | 3     | 4     | 6      | 0                | 0                | 4                | 0                     | 0                     | 29                    | 3     | 4     |        |
| Total club                      | Total club    | 19            | 3     | 4     | 6      | 0                | 0                | 4                | 0                     | 0                     | 29                    | 3     | 4     |        |
| Real Betis Balompié · España    |               |               |       |       |        |                  |                  |                  |                       |                       |                       |       |       |        |
| 1.ª                             | 2017-18       | 8             | 2     | 1     | 1      | 0                | 0                | —                | —                     | —                     | 9                     | 2     | 1     |        |
| Total club                      | Total club    | 8             | 2     | 1     | 1      | 0                | 0                | 0                | 0                     | 0                     | 9                     | 2     | 1     |        |
| Frosinone Calcio · Italia       |               |               |       |       |        |                  |                  |                  |                       |                       |                       |       |       |        |
| 1.ª                             | 2018-19       | 17            | 0     | 3     | —      | —                | —                | —                | —                     | —                     | 17                    | 0     | 3     |        |
| Total club                      | Total club    | 17            | 0     | 3     | 0      | 0                | 0                | 0                | 0                     | 0                     | 17                    | 0     | 3     |        |
| Club León · México              |               |               |       |       |        |                  |                  |                  |                       |                       |                       |       |       |        |
| 1.ª                             | 2018-19       | 19            | 4     | 1     | 2      | 0                | 0                | —                | —                     | —                     | 21                    | 4     | 1     |        |
| 1.ª                             | 2019-20       | 23            | 1     | 3     | —      | —                | —                | —                | —                     | —                     | 23                    | 1     | 3     |        |
| 1.ª                             | 2020-21       | 38            | 2     | 1     | —      | —                | —                | 1                | 0                     | 0                     | 39                    | 2     | 1     |        |
| Total club                      | Total club    | 80            | 7     | 5     | 2      | 0                | 0                | 1                | 0                     | 0                     | 83                    | 7     | 5     |        |
| C. F. Monterrey · México        |               |               |       |       |        |                  |                  |                  |                       |                       |                       |       |       |        |
| 1.ª                             | 2021-22       | 32            | 4     | 4     | —      | —                | —                | 2                | 0                     | 0                     | 34                    | 4     | 4     |        |
| Total club                      | Total club    | 32            | 4     | 4     | 0      | 0                | 0                | 2                | 0                     | 0                     | 34                    | 4     | 4     |        |
| Club León · México              |               |               |       |       |        |                  |                  |                  |                       |                       |                       |       |       |        |
| 1.ª                             | 2022-23       | 32            | 2     | 4     | —      | —                | —                | 8                | 0                     | 1                     | 40                    | 2     | 5     |        |
| Total club                      | Total club    | 32            | 2     | 4     | 0      | 0                | 0                | 8                | 0                     | 1                     | 40                    | 2     | 5     |        |
| L. D. Alajuelense · Costa Rica  |               |               |       |       |        |                  |                  |                  |                       |                       |                       |       |       |        |
| 1.ª                             | 2023-24       | 44            | 13    | 6     | 1      | 0                | 0                | 11               | 3                     | 1                     | 56                    | 16    | 7     |        |
| Total club                      | Total club    | 44            | 13    | 6     | 1      | 0                | 0                | 11               | 3                     | 1                     | 56                    | 16    | 7     |        |
| Atlético Goianiense · Brasil    |               |               |       |       |        |                  |                  |                  |                       |                       |                       |       |       |        |
| 1.ª                             | 2024          | 10            | 2     | 0     | —      | —                | —                | —                | —                     | —                     | 10                    | 2     | 0     |        |
| Total club                      | Total club    | 10            | 2     | 0     | 0      | 0                | 0                | 0                | 0                     | 0                     | 10                    | 2     | 0     |        |
| L. D. Alajuelense · Costa Rica  |               |               |       |       |        |                  |                  |                  |                       |                       |                       |       |       |        |
| 1.ª                             | 2024-25       | 13            | 1     | 0     | 1      | 1                | 0                | 2                | 0                     | 0                     | 16                    | 2     | 0     |        |
| 1.ª                             | 2025-26       | 0             | 0     | 0     | 0      | 0                | 0                | 0                | 0                     | 0                     | 0                     | 0     | 0     |        |
| Total club                      | Total club    | 13            | 1     | 0     | 1      | 1                | 0                | 2                | 0                     | 0                     | 16                    | 2     | 0     |        |
| Total carrera                   | Total carrera | Total carrera | 387   | 51    | 48     | 35               | 5                | 1                | 46                    | 4                     | 4                     | 468   | 60    | 52     |
| 1. 2. Fuente:Transfermarkt      |               |               |       |       |        |                  |                  |                  |                       |                       |                       |       |       |        |

### Selección de Costa Rica
Actualizado al último partido jugado el 18 de noviembre de 2024.
| Selección                                            | Año | Eliminatorias | Eliminatorias | Eliminatorias | Continental | Continental | Continental | Mundial | Mundial | Mundial | Amistosos | Amistosos | Amistosos | Total | Total | Total  |
| Selección                                            | Año | Part.         | Goles         | Asist.        | Part.       | Goles       | Asist.      | Part.   | Goles   | Asist.  | Part.     | Goles     | Asist.    | Part. | Goles | Asist. |
| ---------------------------------------------------- | --- | ------------- | ------------- | ------------- | ----------- | ----------- | ----------- | ------- | ------- | ------- | --------- | --------- | --------- | ----- | ----- | ------ |
| Absoluta · Costa Rica                                |     |               |               |               |             |             |             |         |         |         |           |           |           |       |       |        |
| 2011                                                 | —   | —             | —             | 6             | 2           | 0           | —           | —       | —       | 3       | 1         | 0         | 9         | 3     | 0     |        |
| 2012                                                 | 5   | 2             | 1             | —             | —           | —           | —           | —       | —       | 5       | 2         | 1         | 10        | 4     | 2     |        |
| 2013                                                 | 10  | 1             | 1             | —             | —           | —           | —           | —       | —       | 1       | 0         | 0         | 11        | 1     | 1     |        |
| 2014                                                 | —   | —             | —             | 2             | 0           | 0           | 5           | 1       | 1       | 5       | 1         | 1         | 12        | 2     | 3     |        |
| 2015                                                 | 2   | 0             | 0             | 4             | 0           | 0           | —           | —       | —       | 9       | 1         | 3         | 15        | 1     | 3     |        |
| 2016                                                 | 6   | 2             | 0             | 3             | 0           | 0           | —           | —       | —       | 2       | 1         | 1         | 11        | 3     | 1     |        |
| 2017                                                 | 4   | 0             | 1             | 2             | 0           | 0           | —           | —       | —       | —       | —         | —         | 6         | 0     | 1     |        |
| 2018                                                 | —   | —             | —             | —             | —           | —           | 2           | 0       | 1       | 7       | 3         | 3         | 9         | 3     | 4     |        |
| 2019                                                 | —   | —             | —             | 6             | 0           | 1           | —           | —       | —       | 4       | 0         | 1         | 10        | 0     | 2     |        |
| 2020                                                 | —   | —             | —             | —             | —           | —           | —           | —       | —       | 1       | 1         | 0         | 1         | 1     | 0     |        |
| 2021                                                 | 6   | 0             | 1             | 6             | 3           | 2           | —           | —       | —       | 3       | 0         | 0         | 15        | 3     | 3     |        |
| 2022                                                 | 6   | 3             | 0             | 2             | 1           | 0           | 3           | 0       | 0       | 2       | 0         | 2         | 13        | 4     | 2     |        |
| 2023                                                 | —   | —             | —             | 8             | 1           | 4           | —           | —       | —       | 4       | 1         | 1         | 12        | 2     | 4     |        |
| 2024                                                 | 2   | 0             | 1             | 10            | 0           | 1           | —           | —       | —       | 2       | 0         | 0         | 14        | 0     | 2     |        |
| 2025                                                 | 0   | 0             | 0             | 0             | 0           | 0           | —           | —       | —       | 0       | 0         | 0         | 0         | 0     | 0     |        |
| Total                                                | 41  | 8             | 5             | 49            | 7           | 8           | 10          | 1       | 2       | 48      | 11        | 13        | 148       | 27    | 29    |        |
| 1. 2. Fuente:Transfermarkt / National Football Teams |     |               |               |               |             |             |             |         |         |         |           |           |           |       |       |        |

#### Goles internacionales
| Núm. | Fecha                   | Lugar                                | Rival             | Gol | Resultado | Competición                     |
| ---- | ----------------------- | ------------------------------------ | ----------------- | --- | --------- | ------------------------------- |
| 1    | 5 de junio de 2011      | Cowboys Stadium, Texas               | Cuba              | 5-0 | 5-0       | Copa de Oro de la Concacaf 2011 |
| 2    | 7 de julio de 2011      | Estadio 23 de Agosto, Jujuy          | Bolivia           | 0-2 | 0-2       | Copa América 2011               |
| 3    | 15 de noviembre de 2011 | Estadio Nacional, San José           | España            | 2-0 | 2-2       | Amistoso                        |
| 4    | 29 de febrero de 2012   | Cardiff City Stadium, Cardiff        | Gales             | 0-1 | 0-1       | Amistoso                        |
| 5    | 8 de junio de 2012      | Estadio Nacional, San José           | El Salvador       | 2-0 | 2-2       | Eliminatoria al Mundial de 2014 |
| 6    | 12 de junio de 2012     | Providence Stadium, Providence       | Guyana            | 0-4 | 0-4       | Eliminatoria al Mundial de 2014 |
| 7    | 14 de noviembre de 2012 | El Tahuichi, Santa Cruz de la Sierra | Bolivia           | 0-1 | 1-1       | Amistoso                        |
| 8    | 6 de septiembre de 2013 | Estadio Nacional, San José           | Estados Unidos    | 3-1 | 3-1       | Eliminatoria al Mundial de 2014 |
| 9    | 5 de marzo de 2014      | Estadio Nacional, San José           | Paraguay          | 1-0 | 2-1       | Amistoso                        |
| 10   | 14 de junio de 2014     | Estadio Castelão, Fortaleza          | Uruguay           | 1-1 | 1-3       | Mundial de 2014                 |
| 11   | 13 de octubre de 2015   | Red Bull Arena, Nueva Jersey         | Estados Unidos    | 0-1 | 0-1       | Amistoso                        |
| 12   | 9 de octubre de 2016    | Krasnodar Stadium, Krasnodar         | Rusia             | 3-4 | 3-4       | Amistoso                        |
| 13   | 15 de noviembre de 2016 | Estadio Nacional, San José           | Estados Unidos    | 3-0 | 4-0       | Eliminatoria al Mundial de 2018 |
| 14   | 15 de noviembre de 2016 | Estadio Nacional, San José           | Estados Unidos    | 4-0 | 4-0       | Eliminatoria al Mundial de 2018 |
| 15   | 3 de junio de 2018      | Estadio Nacional, San José           | Irlanda del Norte | 2-0 | 3-0       | Amistoso                        |
| 16   | 11 de octubre de 2018   | Estadio Universitario, Monterrey     | México            | 0-1 | 3-2       | Amistoso                        |
| 17   | 20 de noviembre de 2018 | Estadio Monumental, Arequipa         | Perú              | 2-3 | 2-3       | Amistoso                        |
| 18   | 13 de noviembre de 2020 | Stadion Hartberg, Estiria            | Catar             | 1-1 | 1-1       | Amistoso                        |
| 19   | 6 de junio de 2021      | Empower Field, Colorado              | Honduras          | 0-1 | 2-2       | Liga de Naciones 2019-20        |
| 20   | 12 de julio de 2021     | Exploria Stadium, Florida            | Guadalupe         | 1-0 | 3-1       | Copa de Oro de la Concacaf 2021 |
| 21   | 16 de julio de 2021     | Exploria Stadium, Florida            | Surinam           | 1-1 | 2-1       | Copa de Oro de la Concacaf 2021 |
| 22   | 2 de febrero de 2022    | Estadio Nacional, Kingston           | Jamaica           | 0-1 | 0-1       | Eliminatoria al Mundial de 2022 |
| 23   | 27 de marzo de 2022     | Estadio Cuscatlán, San Salvador      | El Salvador       | 1-2 | 1-2       | Eliminatoria al Mundial de 2022 |
| 24   | 5 de junio de 2022      | Estadio Nacional, San José           | Martinica         | 1-0 | 2-0       | Liga de Naciones 2022-23        |
| 25   | 14 de junio de 2022     | Áhmad bin Ali, Rayán                 | Nueva Zelanda     | 1-0 | 1-0       | Eliminatoria al Mundial de 2022 |
| 26   | 20 de junio de 2023     | Subaru Park, Chester                 | Ecuador           | 1-2 | 3-1       | Amistoso                        |
| 27   | 4 de julio de 2023      | Red Bull Arena, Harrison             | Martinica         | 4-1 | 6-4       | Copa de Oro de la Concacaf 2023 |

## Palmarés

### Títulos nacionales
| Título                         | Club                | País       | Año  |
| ------------------------------ | ------------------- | ---------- | ---- |
| Primera División de Costa Rica | Deportivo Saprissa  | Costa Rica | 2010 |
| Superliga de Grecia            | Olympiakos C. F. P. | Grecia     | 2014 |
| Community Shield               | Arsenal F. C.       | Inglaterra | 2014 |
| Community Shield               | Arsenal F. C.       | Inglaterra | 2015 |
| Primera División de México     | Club León           | México     | 2020 |
| Torneo de Copa de Costa Rica   | L. D. Alajuelense   | Costa Rica | 2023 |
| Torneo de Copa de Costa Rica   | L. D. Alajuelense   | Costa Rica | 2025 |
| Recopa de Costa Rica           | L. D. Alajuelense   | Costa Rica | 2025 |

### Títulos internacionales
| Título                           | Equipo                  | Sede           | Año  |
| -------------------------------- | ----------------------- | -------------- | ---- |
| Copa Centroamericana             | Selección de Costa Rica | Estados Unidos | 2014 |
| Liga de Campeones de la Concacaf | Club León               | Los Ángeles    | 2023 |
| Copa Centroamericana de Concacaf | L. D. Alajuelense       | Alajuela       | 2023 |

### Distinciones individuales
| Distinción                                                                                  | Año  |
| ------------------------------------------------------------------------------------------- | ---- |
| Máximo goleador del Campeonato Sub-20 de la Concacaf de 2011 (6 goles)                      | 2011 |
| Tercer mejor gol de Concacaf del año 2014                                                   | 2014 |
| Incluido en el once ideal de la Superliga de Grecia de la temporada 2013-14                 | 2015 |
| Incluido en el once ideal de Concacaf del año 2015                                          | 2016 |
| Incluido en el once ideal de la jornada de la Eliminatoria al Mundial 2022 Jornadas 11, 13. | 2022 |
| Incluido en el once ideal de la ronda final por la Eliminatoria al Mundial 2022             | 2022 |
| Incluido en el once ideal de la Copa Centroamericana de Concacaf 2023                       | 2023 |

## Vida privada
Posee un Centro de Alto Rendimiento, ubicado en San Rafael de Alajuela.